# 朝倉海
朝倉 海（あさくら かい、1993年10月31日 - ）は、日本の総合格闘家。愛知県豊橋市出身。JAPAN TOP TEAM所属。第3代・第6代RIZINバンタム級王者。2024年よりUFCに出場。兄は総合格闘家の朝倉未来。

## 来歴
愛知県豊橋市に生まれ、兄である朝倉未来とともに小学生から空手と相撲を始める。中学校ではバレーボール部、高校では美術部に所属していた。愛知県立豊橋工業高校を卒業。不良であった兄と異なり真面目に学生時代を過ごし、不良に絡まれれば仕方なく喧嘩に応じる程度であった。高校3年生の時に、兄の未来に突然仕掛けられた「路上スパーリング」をきっかけに、兄に連れられて禅道会豊橋道場に入門し、本格的に格闘技を始めた。

### プロデビュー
2012年にDEEPで総合格闘家としてプロデビュー。未来と共に兄弟ファイターとしてTHE OUTSIDERに出場すると、2014年の55-60kg級初代王者決定トーナメントを制し王座を獲得。翌年からプロ契約選手として同大会に出場した。
2016年7月2日に中国の長沙にある湖南国際会議コンベンションセンターで開催された「ROAD FC 032」でROAD FCに初出場。リュウ・シャオヤンと対戦し、リアネイキッドチョークで一本勝ち。
2016年9月4日に開催された「THE OUTSIDER 第42戦」で行われた55-60kg級タイトルマッチで挑戦者の大井洋一と対戦。1ラウンド目にパンチ連打でTKO勝利し、王座防衛に成功。
2017年3月11日に開催された「ROAD FC 037」でアラテン・ヘイリと対戦し、膝蹴り一発でマットに沈め、29秒でKO勝利。
2017年6月10日に開催された「ROAD FC 039」でムン・ジェフンと対戦。3ラウンド目に左フックを受けてKO負けし、プロ初黒星。この敗戦をきっかけに、THE OUTSIDERで知り合った堀鉄平に格闘技に専念できる環境に変えたいと相談したところ誘いを受け、5年間勤めていたデンソーを退社。兄とともに拠点を東京のトライフォース赤坂に移した。
2017年11月8日にTHE OUTSIDERの55-60kg級王座を返上。

### RIZIN
2017年11月にRIZINと契約し、同年12月29日に開催されたRIZIN FIGHTING WORLD GRAND-PRIX 2017 2nd ROUNDで才賀紀左衛門と対戦。激しい打ち合いの末、2Rに右フックでダウンを奪うと、顔面への膝蹴りでTKO勝利。 なお、伊藤盛一郎と対戦する予定であったが、大会2週間前に伊藤が怪我により欠場したため、代役として才賀が出場した。
2018年5月6日に開催されたRIZIN.10でマネル・ケイプと対戦し、1Rはケイプの猛攻で圧倒され鼻から出血しながらも反撃でぐらつかせ、2Rもスタンドで圧倒され左目をカットしたがグラウンドコントロールで耐え、勝利を確信したケイプが3Rに受けに回ると積極性や手数などで上回り、2-1の判定勝ち。
2018年9月30日に開催されたRIZIN.13で元ラジャダムナン・スーパーバンタム級世界ランキング1位のトップノイ・タイガームエタイ（トップノイ・キウラム）と対戦し、3R判定勝ち。
2018年12月31日に開催されたRIZIN 平成最後のやれんのか!でムン・ジェフンと約1年半ぶりに再戦。判定3-0で勝利し、リベンジに成功。
2019年8月18日に開催されたRIZIN.18で堀口恭司とノンタイトル戦で対戦。1ラウンド開始序盤に堀口のステップインにカウンターの右ストレートを合わせてヒットさせ、よろめく堀口に追撃を浴びせ最後は右ストレートを打ち込み、試合開始から68秒でKO勝利。
2019年10月12日に開催されたRIZIN.19で佐々木憂流迦と対戦し、1ラウンドに右フックをクリーンヒットさせ、佐々木がタックルに来たところへの右アッパーでダウンを取ると、追撃のパウンドを浴びせてスタンドを要求。仕切り直された所で佐々木の口から出血が見られたためドクターチェックがなされ、続行不可能と判断の為ドクターストップにより試合開始54秒でのTKO勝ち。佐々木はその後の診察で右フックとアッパーにより顎が2箇所骨折していたことが判明した。
2019年12月31日に開催されたRIZIN.20で行われたバンタム級王座決定戦でマネル・ケイプと再戦。ケイプにスタンドの攻防で押される展開になり、2ラウンド序盤にカウンターの右ストレートでダウンを奪われ、追撃のパウンドを受けTKO負け。リベンジを許し､王座獲得に失敗した。
2020年8月10日に開催されたRIZIN.23で行われたバンタム級王座決定戦で扇久保博正と対戦。1ラウンドに右アッパーを効かせると、後ろに下がった扇久保を跳びヒザで追撃。ダウンした扇久保にパウンド、顔へのヒザ蹴り、サッカーボールキックと追撃してTKO勝ち。第3代RIZINバンタム級王者となった。
2020年9月27日に開催されたRIZIN.24にて昇侍と対戦し、1Rにダウンを奪うとサッカーボールキックによるTKO勝ち｡
2020年12月31日に開催されたRIZIN.26で行われたバンタム級王座の防衛戦を行い、堀口恭司と再戦。序盤から右カーフキックを効かされ、右フックでダウンを奪われパウンドで1RTKO負けし、王座から陥落。
2021年はRIZINのバンタム級JAPANグランプリに出場し、6月に行われた1回戦で渡部修斗にTKO勝利、9月に行われた2回戦でアラン“ヒロ”ヤマニハに判定勝利、12月に行われた準決勝で瀧澤謙太に判定勝利、決勝で扇久保博正に判定で敗北し、準優勝に終わった。準決勝の瀧澤戦で右拳を骨折し、大会後に「骨折が原因で負けたわけではないが、右拳を骨折しました。扇久保選手が強くて、完全に自分の実力不足でした」と話した。
2022年7月2日開催のRIZIN.36のメインイベントでヤン・ジヨンとの対戦が予定されていたが、拳の怪我で欠場。なお、昇侍が代役として出場した。7月8日に右拳の手術成功を報告した。
2023年5月6日に開催されたRIZIN.42で元谷友貴と対戦し、3ラウンド目にボディへの膝蹴りでKO勝利。 7月に超RIZIN.2で行われるRIZINバンタム級王座決定戦の権利を得たが、左膝内側側副靱帯損傷の怪我により超RIZIN.2を欠場。
2023年12月31日に開催されたRIZIN.45で行われたRIZINバンタム級タイトルマッチで、王者フアン・アーチュレッタと対戦。アーチュレッタは前日計量で2.8kg体重超過したため王座が剥奪され、アーチュレッタが勝利した場合は無効試合となり、王座は空位になることが発表されていた。試合は、序盤に打撃でやや押される展開となるも、2ラウンド目にに膝蹴りからのパウンドでTKO勝利し、第6代RIZINバンタム級王者となった。
2024年6月9日に開催されたRIZIN.47の第5試合終了後にリングに登場し、バンタム級王座の返上とUFCに出場することを発表。以下のようにスピーチした。
RIZIN代表の榊原信行は「UFCにお願いして行くんじゃなくて、UFCに求められて行きますから、アジア人初の男性選手としてベルトを巻いてここに戻ってきてな」と激励した。

### UFC
2024年10月12日、UFCデビュー戦がフライ級王者のアレッシャンドリ・パントージャとのタイトルマッチになることが発表された。7年半ぶりに階級をフライ級に変更したことについて、自身のYouTubeチャンネルで「UFCに『僕はフライでもバンタムでもどっちでもできます』と言いました」と話し、UFC側からパントージャが最強な状態でフライ級が面白くないことから対戦相手を探していたと伝えられ、対戦相手を選ばないことを伝えるとタイトルマッチに決定した。
2024年12月7日、UFC 310のUFCフライ級タイトルマッチで王者のパントージャと対戦し、2回2分5秒に裸絞めで失神し一本負け。なお、日本人選手のUFC王座挑戦は近藤有己、岡見勇信、山本喧一、桜井“マッハ”速人、宇野薫、堀口恭司に続く7人目であり、デビュー戦で王座に挑戦した日本人選手は宇野、桜井に続く3人目であった。12月9日にUFCのランキングが更新され、フライ級の14位にランクされた。
2025年8月16日、UFC 319でフライ級ランキング11位のティム・エリオットと対戦し、2回にマウントポジションでのギロチンチョークで一本負け。

## 戦績

### プロ総合格闘技
| 総合格闘技 戦績 | 総合格闘技 戦績 | 総合格闘技 戦績 | 総合格闘技 戦績 | 総合格闘技 戦績 | 総合格闘技 戦績 | 総合格闘技 戦績 |
| --------------- | --------------- | --------------- | --------------- | --------------- | --------------- | --------------- |
| 27 試合         | (T)KO           | 一本            | 判定            | その他          | 引き分け        | 無効試合        |
| 21 勝           | 13              | 3               | 5               | 0               | 0               | 0               |
| 6 敗            | 3               | 2               | 1               | 0               | 0               | 0               |

| 勝敗 | 対戦相手                       | 試合結果                                  | 大会名                                                         | 開催年月日     |
| ×    | ティム・エリオット             | 2R 4:39 ギロチンチョーク                  | UFC 319: du Pressis vs. Chimaev                                | 2025年8月16日  |
| ×    | アレッシャンドリ・パントージャ | 2R 2:05 リアネイキッドチョーク            | UFC 310: Pantoja vs. Asakura 【UFC世界フライ級タイトルマッチ】 | 2024年12月7日  |
| ○    | フアン・アーチュレッタ         | 2R 3:20 TKO（ボディへの膝蹴り→パウンド）  | RIZIN.45 【RIZINバンタム級タイトルマッチ】                     | 2023年12月31日 |
| ○    | 元谷友貴                       | 3R 2:25 KO（ボディへの膝蹴り）            | RIZIN.42                                                       | 2023年5月6日   |
| ×    | 扇久保博正                     | 5分3R終了 判定0-3                         | RIZIN.33 【RIZINバンタム級JAPANグランプリ決勝】                | 2021年12月31日 |
| ○    | 瀧澤謙太                       | 5分3R終了 判定3-0                         | RIZIN.33 【RIZINバンタム級JAPANグランプリ準決勝】              | 2021年12月31日 |
| ○    | アラン“ヒロ”ヤマニハ           | 5分3R終了 判定3-0                         | RIZIN.30 【RIZINバンタム級JAPANグランプリ2回戦】               | 2021年9月19日  |
| ○    | 渡部修斗                       | 1R 3:22 TKO（グラウンドパンチ）           | RIZIN.28 【RIZINバンタム級JAPANグランプリ1回戦】               | 2021年6月13日  |
| ×    | 堀口恭司                       | 1R 2:48 TKO（右フック→パウンド)           | RIZIN.26 【RIZINバンタム級タイトルマッチ】                     | 2020年12月31日 |
| ○    | 昇侍                           | 1R 2:37 TKO（サッカーボールキック）       | RIZIN.24                                                       | 2020年9月27日  |
| ○    | 扇久保博正                     | 1R 4:31 TKO（サッカーボールキック）       | RIZIN.23 - CALLING OVER - 【RIZINバンタム級王座決定戦】        | 2020年8月10日  |
| ×    | マネル・ケイプ                 | 2R 0:38 TKO（グラウンドパンチ）           | RIZIN.20 【RIZINバンタム級王座決定戦】                         | 2019年12月31日 |
| ○    | 佐々木憂流迦                   | 1R 0:54 TKO（ドクターストップ：顎の骨折） | RIZIN.19                                                       | 2019年10月12日 |
| ○    | 堀口恭司                       | 1R 1:08 KO（右ストレート）                | RIZIN.18                                                       | 2019年8月18日  |
| ○    | ムン・ジェフン                 | 5分3R終了 判定3-0                         | RIZIN 平成最後のやれんのか!                                    | 2018年12月31日 |
| ○    | トップノイ・タイガームエタイ   | 5分3R終了 判定3-0                         | RIZIN.13                                                       | 2018年9月30日  |
| ○    | マネル・ケイプ                 | 5分3R終了 判定2-1                         | RIZIN.10                                                       | 2018年5月6日   |
| ○    | 才賀紀左衛門                   | 2R 2:39 TKO（グラウンドでの膝蹴り）       | RIZIN FIGHTING WORLD GRAND-PRIX 2017 2nd ROUND                 | 2017年12月29日 |
| ×    | ムン・ジェフン                 | 3R 4:23 TKO（左フック→パウンド）          | ROAD FC 039                                                    | 2017年6月10日  |
| ○    | アラテン・ヘイリ               | 1R 0:29 KO（左膝蹴り）                    | ROAD FC 037                                                    | 2017年3月11日  |
| ○    | 大井洋一                       | 1R 4:52 TKO（左フック→パウンド）          | THE OUTSIDER 第42戦 【THE OUTSIDER 55-60kg級タイトルマッチ】   | 2016年9月4日   |
| ○    | リュウ・シャオヤン             | 1R 1:49 リアネイキッドチョーク            | ROAD FC 032                                                    | 2016年7月2日   |
| ○    | クァク・ジョンヒョン           | 1R 4:04 KO（スタンドパンチ）              | THE OUTSIDER 大田区総合体育館 SPECIAL                          | 2015年12月10日 |
| ○    | チェ・ジョンビン               | 1R 2:21 アナコンダチョーク                | THE OUTSIDER 第37戦                                            | 2015年9月6日   |
| ○    | 高山慶悟                       | 1R 0:40 TKO（バスター→パウンド）          | THE OUTSIDER 第36戦                                            | 2015年7月19日  |
| ○    | 伊達聡                         | 2R 3:36 KO（左膝蹴り）                    | THE OUTSIDER 第35戦                                            | 2015年5月17日  |
| ○    | 鈴木智也                       | 1R 2:34 腕ひしぎ十字固め                  | DEEP CAGE IMPACT 浜松                                          | 2012年9月16日  |

### アマチュア総合格闘技
| 勝敗 | 対戦相手 | 試合結果                          | 大会名                                                          | 開催年月日    |
| ○    | 大井洋一 | 1R 1:20 TKO（スタンドパンチ連打） | THE OUTSIDER 第33戦 【55-60kg級初代王者決定トーナメント決勝】   | 2014年12月7日 |
| ○    | 吉野正岐 | 1R 0:22 TKO（右フック）           | THE OUTSIDER 第33戦 【55-60kg級初代王者決定トーナメント準決勝】 | 2014年12月7日 |
| ○    | 奥木貴之 | 1R 0:23 KO（スタンドパンチ連打）  | THE OUTSIDER 第32戦 【55-60kg級初代王者決定トーナメント2回戦】  | 2014年9月7日  |
| ○    | 上出将也 | 3分2R終了 判定3-0                 | THE OUTSIDER 第31戦 【55-60kg級初代王者決定トーナメント1回戦】  | 2014年6月22日 |
| ○    | 田上健太 | 1R 1:07 TKO（パウンド）           | THE OUTSIDER 第30戦                                             | 2014年4月6日  |
| ○    | 金子翔太 | 1R 1:09 TKO（スタンドパンチ連打） | THE OUTSIDER 第29戦                                             | 2014年2月16日 |
| ○    | MASAMUNE | 3分2R終了 判定3-0                 | THE OUTSIDER 第28戦                                             | 2013年12月8日 |
| ×    | RYOTA    | 3分2R終了 判定0-3                 | THE OUTSIDER 第27戦                                             | 2013年9月8日  |
| ×    | 渋谷莉孔 | 3分2R終了 判定0-3                 | THE OUTSIDER 第25戦                                             | 2013年4月21日 |
| ○    | 青木大   | 1R 0:31 腕ひしぎ十字固め          | THE OUTSIDER 第24戦                                             | 2013年2月10日 |

### エキシビション
| 勝敗 | 対戦相手 | 試合結果                       | 大会名       | 開催年月日   |
| ○    | シバター | 1R 0:23 リアネイキッドチョーク | 愛媛プロレス | 2020年2月2日 |

## 獲得タイトル
- THE OUTSIDER 55-60kg級王座（2014年）
- 第3代RIZINバンタム級王座（2020年）
- 第6代RIZINバンタム級王座（2023年）

## 表彰
- RIZIN FIGHTING JAPAN GRAND-PRIX 2021 ベストKO賞 渡部修斗戦[38]

## 著書
- 『革命のアウトサイダー』KADOKAWA、2021年7月21日。ISBN 978-4-04-605214-8

## メディア出演
テレビドラマ
- 『ナンバMG5』 (2022年4月 - 2022年6月、 フジテレビ)　アクション監修

テレビ番組
- 『アウト×デラックス』（2019年12月19日、フジテレビ系列）- 矢地祐介、朝倉未来と出演
- 『プレミアの巣窟』（2019年12月23日、フジテレビ系列）- 高田延彦、朝倉未来と出演
- 『Live News it!』（2019年12月26日、フジテレビ系列）- 高田延彦、朝倉未来と出演
- 『ダウンタウンDX』（2020年1月30日、日本テレビ系列）- 朝倉未来と出演
- 『ただいま!テレビ』（2020年2月6日、テレビ静岡）- 朝倉未来と出演
- 『ポケモンの家あつまる？』(2020年4月5日、テレビ東京)
- 『NHK俳句 題』(2020年12月13日、NHK教育Ｅテレ)
- 『ボクらの時代』(2020年12月20日、フジテレビ系列)
- 『モノノケハント』(2021年3月29日、フジテレビ系列)
- 『ニンゲン観察バラエティ モニタリング』(2021年5月13日、TBS系列)
- 『坂上どうぶつ王国 〜優勝賞金100万円!日本全国の天才犬が前代未聞バトル〜』(2021年5月28日、フジテレビ系列） - ペットの大吉と出演
- 『ニンゲン観察バラエティ モニタリング』(2021年6月17日、TBS系列)
- 『Run for money  逃走中×ONE PIECE 100巻記念コラボ 〜ルフィと黄金の秘宝〜』(2021年9月5日、フジテレビ系列)

テレビCM
- SNSエンターテイメント『喧嘩道 全國不良番付』(2019年4月 - 2021年12月)
- G123『ビビッドアーミー』キン肉マンとコラボ（2021年11月）
- ウェブシャーク(Yogibo Japan)『Yogibo』指原莉乃、はじめしゃちょーらと出演。(2022年5月)

広告
- ユーライクジャパン「Ulike Air 2」（2025年5月）[39]

雑誌・本
- KAMINOGE 93 (日本語) 2019/9/2
- GONG(ゴング)格闘技 2020年1月号
- GONG(ゴング)格闘技 2020年7月号
- Rudo 2020 SS 「ルードスタイル」の今の答え
- 1人デベロッパーの勝ちパターンに学べ! 弁護士が実践する不動産投資最強戦略
- Fight&Life 2021年vol.82、84、87、88 .2023年vol.97